# Дракон

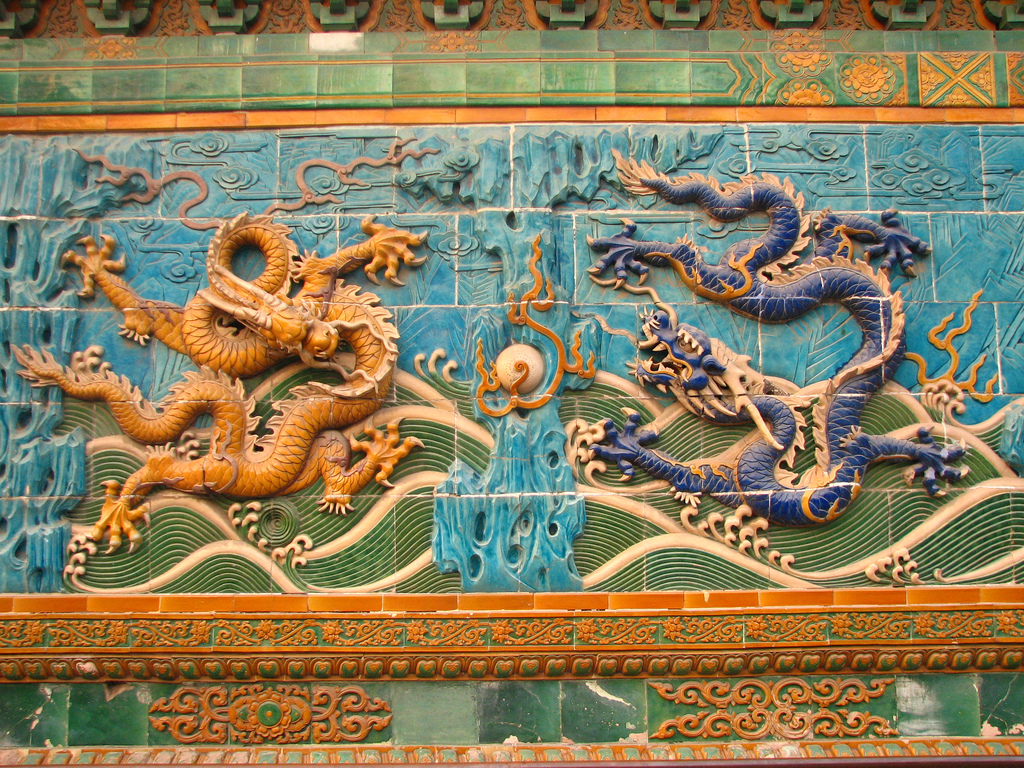
Nine-Dragon Wall, парк Бэйхай, Пекин

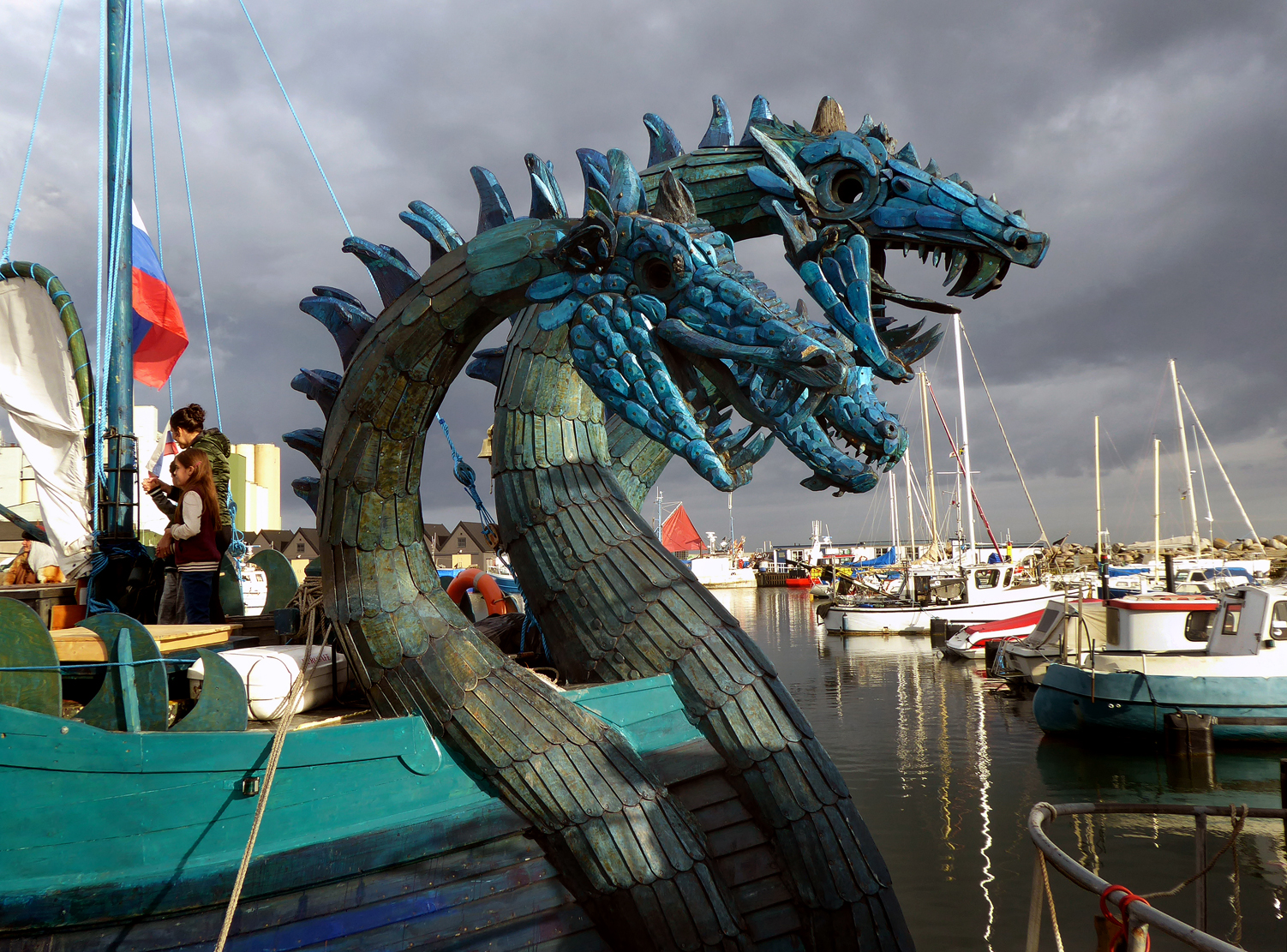
Драконообразные носы на кораблях в Истаде, Швеция, напоминающие корабль викингов

Драко́н (греч. δράκων) — собирательное название, объединяющее ряд мифических существ, фигурирующих в мифах и фольклоре многих народов мира. Представления о драконах значительно различаются в регионах мира, но европейские драконы времён Высокого Средневековья часто изображались с массивным змеевидным (ящеровидным) телом, имели крылья, рога, четыре лапы и были способны выдыхать пламя. Драконы в восточных культурах, такие как китайский дракон, обычно изображаются как бескрылые четвероногие существа с длинным змеевидным телом. Фольклорные предания приписывают им высокий интеллект и даже великую мудрость, их связывают с водными источниками, дождём и иногда с огнем.
Популярное представление о драконах в западноевропейской культуре основано, вероятно, на слиянии ещё более ранних описаний и неточных рисунков рептилий, сделанных летописцами древности. Такие драконы изображаются как монстры, которых нужно приручить или победить, обычно это делается драконоборцами: святыми или героями, как в популярной легенде о Святом Георгии и Драконе. Нередко упоминается, что у драконов ненасытный аппетит, они живут в пещерах, где копят и стерегут сокровища. Такой типаж дракона часто фигурирует в западной фантастической литературе, яркими современными примерами которой являются «Хоббит» Дж. Р. Р. Толкина, серия «Гарри Поттер» Дж. К. Роулинг и «Песнь льда и пламени» Джорджа Р. Р. Мартина.
По утверждению российского философа Валерия Дёмина, в настоящее время «идёт драконий бум» у фантастических жанров любых форм — в изобразительном искусстве, литературе, кинематографе, в интернет-сайтах и компьютерных играх. Эта тема имеет огромное количество поклонников, а образ дракона широко распространён в фэнтези, а также используется в фэншуй и астрологии (год дракона).

## Этимология и использование термина

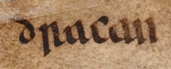
Древнеанглийское слово dracan в тексте поэмы «Беовульф».

Термин «дракон» вошёл в английский язык в начале XIII века и исходит от древнефранцузского названия существа, которое, в свою очередь, происходит от латинского термина draconem (именительный падеж: draco), что означает «огромный змей»; от древнегреческого δράκων, drákōn (родительный падеж: δράκοντος, drákontos), что означает «змея», «гигантская морская рыба». Подобные греческие и латинские термины относились к любой крупной змее, не обязательно мифологической. Греческое слово δράκων, скорее всего, происходит от греческого глагола δέρκομαι (dérkomai), означающего «я вижу», аористическая форма которого — ἔδρακον (édrakon). Считается, что это относится к чему-то со «смертоносным взглядом», с необычайно «яркими» или «острыми» (зоркими) глазами, или к тому, что глаза змеи кажутся всегда открытыми; на самом деле каждый глаз видит сквозь специальную прозрачную плёнку в веках, которые постоянно закрыты. Греческое слово, вероятно, происходит от индоевропейской основы *derḱ — «видеть»; санскритский корень दृश् (др̥̥-) также означает «видеть».
Термин «дракон» также стал применяться к мифическим азиатским драконоподобным существам, таким как японский рю (竜), китайский лун (龍), вьетнамский лонг (龍), корейский ён (용) и другим. Китайский дракон loong (традиционное: 龍, упрощённое: 龙, упрощённое японское: 竜, пиньинь: lóng) ассоциируется с удачей и, как считается, имеет власть над дождём. Ассоциации с дождём являются источником китайских обычаев танцев драконов и гонок лодок-драконов. У многих восточноазиатских божеств и полубогов, драконы выступают в качестве личных ездовых животных или даже друзей. Драконы также отождествлялись с императором Китая, который во время более поздней истории китайской империи был единственным, кому разрешалось иметь изображения драконов на стенах своего жилища, одежде или личных вещах.
Некоторые исследователи геральдики (А. Б. Лакиер, П. П. Винклер) не разделяют змея и дракона, в то время как другие (Ю. В. Арсеньев) разделяют, указывая на разное количество лап (у змея — четыре, у дракона — две), хотя в большинстве художественных образов (в картинах, фильмах, скульптурах) у драконов четыре лапы. Слово «змий» встречается в славянских текстах с XI века (в том числе в «Московской» Библии 1663 года), а слово «дракон» заимствовано из греческого языка только в XVI веке, появляется впервые в текстах, переведённых Максимом Греком. Андрей Курбский применял слово «дракон» к дьяволу (аналогично в Библии короля Якова слова «змей», «дракон» и «дьявол» используются как синонимы). В «Московской» Библии 1663 года дьявол назван змием, в «Елизаветинской» Библии 1756 года и позднее используются и «змий», и «дракон». В источниках XVIII века встречаются переводы иноязычного слова «дракон» русским «змий». Так, в описании государственного герба, сделанного Ф. Санти в 1722 году на французском языке, стоит «dragon». В переводе же, сделанном, видимо, вскоре после сочинения Санти, это слово передано как «змий». В XIX веке «змия» переименовали в «дракона», вероятно, потому, что последнее уже вошло в широкое употребление. Для перевода выбирался один из вариантов. История употребления слов «дракон» и «змий» показывает, что ими обозначалось одно и то же существо.
В то же время В. Я. Пропп разделяет змея и дракона, указывая, что последний — символ более поздний и его не было ни у одного по-настоящему первобытного народа. А. М. Беленицкий и В. А. Мешкерис говорят о драконе как о сложном змеевидном образе, представляющем целое семейство драконоподобных гибридных существ, который по своему значению является разновидностью змеи.
Также среди научных (латинских) и русских названий живых организмов встречается немало названий, имеющих отношение к латинскому слову «draco», русскому «дракон» или к производным от них. В зоологии такие названия носят несколько таксонов пресмыкающихся (летучие драконы, дракохелис) и рыб (морские драконы, Draconichthys), в ботанике — несколько таксонов и нетаксономических групп цветковых растений (дракофиллум, драцена), отличающихся необычностью своего внешнего вида или плодов.

## Исторический прототип

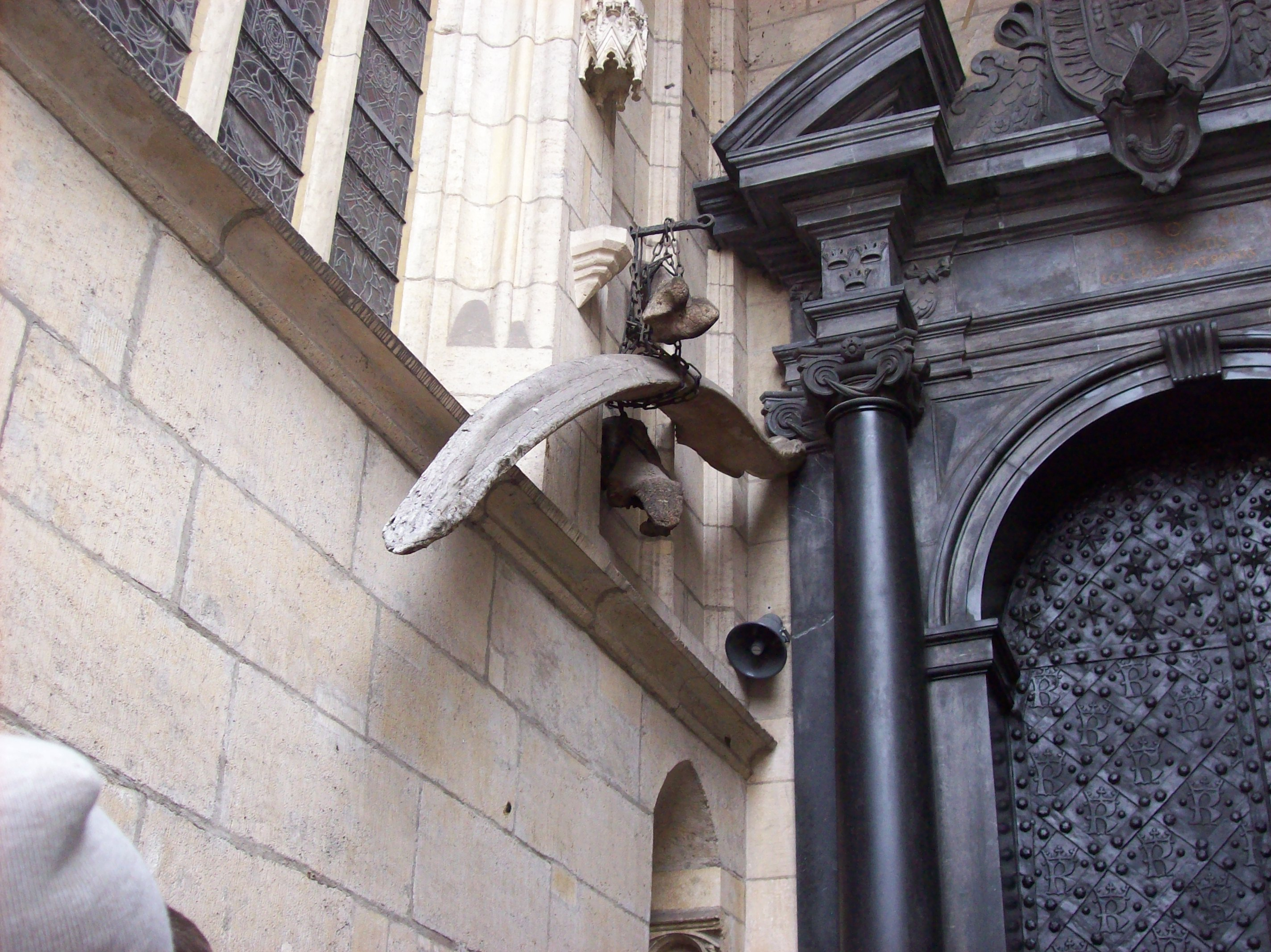
Несколько костей, якобы принадлежащих вавельскому дракону, висят за пределами Вавельского собора, но на самом деле это останки некого древнего млекопитающего эпохи плейстоцена

Среди учёных до сих пор нет единого мнения о прообразе драконов, встречающихся в мифах и преданиях практически во всех культурах по всему миру.
Самые ранние засвидетельствованные сообщения о драконоподобных существах повествуют о неких гигантских змеях. Драконы впервые описаны в мифологии древнего Ближнего Востока, а также в искусстве и литературе древней Месопотамии. Предания о погодных божествах, вступающих в бой и побеждающих гигантских змеев, встречаются почти во всех индоевропейских и ближневосточных мифах. Известные прототипы драконоподобных существ включают Сирруша древней Месопотамии; Апопа в египетской мифологии; Вритру в Ригведе; Левиафана в еврейской Библии; Пифона, Ладона и Лернейскую гидру в греческой мифологии; Ёрмунганда, Нидхёгга и Фафнира в скандинавской мифологии.
Сходства между чертами драконов у разных народов нередко представляют собой компиляцию черт кошачьих, некоторых птиц и рептилий и могут включать: змее-/ящероподобное тело/голову, чешуйчатую кожу, четыре лапы с тремя или четырьмя пальцами на каждой, выступающие на спине позвонки, хвост, пасть с острыми зубами, нередко с несколькими их рядами. Некоторые современные учёные считают, что гигантские вымершие или мигрирующие крокодилы имели наиболее близкое сходство с драконами, особенно когда попадались очевидцам в лесных или болотистых районах. Вероятно, они также могли послужить образцом современных представлений о драконах.
В книге «Инстинкт драконов» (2000) антрополог Дэвид Э. Джонс выдвигает гипотезу о том, что люди, как и обезьяны, унаследовали инстинктивные реакции по отношению к змеям, крупным кошачьим и хищным птицам. Он цитирует исследование, которое показало, что примерно 39 человек из сотни боятся змей, и отмечает, что страх перед змеями особенно заметен у детей, даже в тех регионах, где змеи встречаются редко. Все ранние засвидетельствованные сообщения о драконах напоминают именно о змееподобных существах или существах, обладающими их атрибутами. Таким образом, Джонс заключает, что сказания о драконах появляются почти во всех культурах, потому что у людей есть врождённый страх перед змеями и другими животными, которые были главными хищниками предков человека разумного. Обычно говорят, что драконы обитают в «сырых пещерах, глубоких водоёмах, диких горных просторах, морском дне, лесах с привидениями», во всех местах, которые считались опасными для первопредков человека.
Эдриэн Майор в своей книге «The First Fossil Hunters: Dinosaurs, Mammoths, and Myth in Greek and Roman Times» (2000) утверждает, что мифы о драконах могли быть основаны на ранних находках окаменелостей, принадлежащих динозаврам и другим доисторическим животным. По мнению автора, легенды о драконах северной Индии, возможно, вдохновлены находками необычных костей и окаменелостей в массивах горной цепи Сивалик и что древнегреческие изображения Кета, возможно, были навеяны останками самотерия, вымершего вида жирафов, чьи окаменелости часто находили в Средиземноморском регионе. В Китае, где широко распространены окаменелости крупных доисторических животных, эти останки часто идентифицируются как «кости дракона» и широко используются в традиционной китайской медицине. Писательница, тем не менее, осторожно отмечает: явно не все истории о драконах и гигантах обоснованы находками окаменелостей. К примеру, в скандинавской мифологии драконы и морские чудовища занимают видное место, однако там не находили костей крупных древних животных. В одной из своих более поздних книг Майор заявляет, что многие изображения драконов по всему миру основаны на народных поверьях или преувеличенных описаниях и ныне живущих крупных рептилий, таких как драконы острова Комодо, ядозубы, игуаны или крокодилы.
Гипотеза, согласно которой мифы о драконах возникли на основе встреч человека с доисторическими птерозаврами, динозаврами или крокодиломорфами, умеющими извергать пламя, не находит поддержки в профессиональном сообществе.
Роберт Бласт в труде «Происхождении драконов» (2000) утверждает, что как и многие другие сказания традиционных культур, мифы о драконах можно объяснить как попытку рациональных донаучных объяснений природы реальных, например погодных, явлений. В своей книге он отводит драконам роль властителей погоды, управляющих дождями или приносящих засуху, особое внимание заостряется на связи существа с феноменом радуги.

## Мифология

### Древнеегипетская мифология

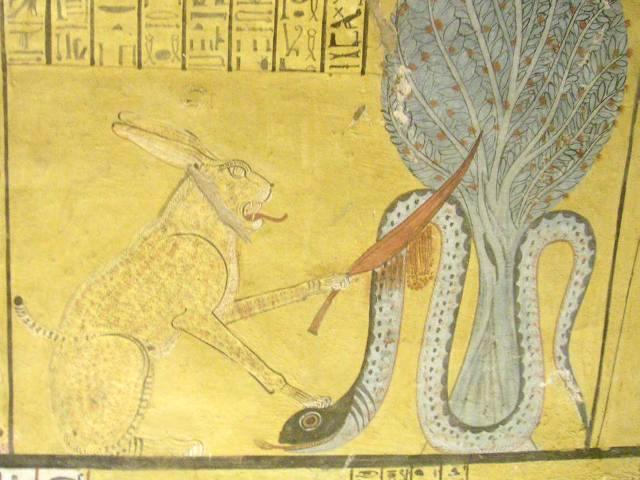
Ра в образе кота повергает Апопа в образе змеи

В египетской мифологии Апоп — гигантское змееподобное существо, обитающее в Дуате, подземном царстве Египта. Папирус Бремнера-Райнда, написанный примерно в 310 г. до н. э., свидетельствует о гораздо более древнем египетском мифе, согласно которому закат солнца вызван спуском Ра в Дуат для битвы с Апопом. По некоторым данным, Апоп достигает в высоту роста восьми человек, имеет голову из кремня. Считалось, что грозы и землетрясения были вызваны рёвом Апопа, а солнечные затмения — результатом атак Апопа на Ра в дневное время. В некоторых мифах Апоп оказывается убитым богом Сетом. Нехебкау — ещё один гигантский змей, охранявший Дуат и помогавший Ра в его битве с Апопом. В некоторых историях Нехебкау был настолько массивным, что считалось, что вся Земля покоится на его кольцах. Денвен — гигантский змей, упомянутый в Текстах пирамид, чьё тело было создано из огня и который начал пожар, почти уничтоживший всех богов египетского пантеона. В конечном итоге он потерпел поражение от самого фараона, эта победа подтвердила божественное право фараона править.

### Китай

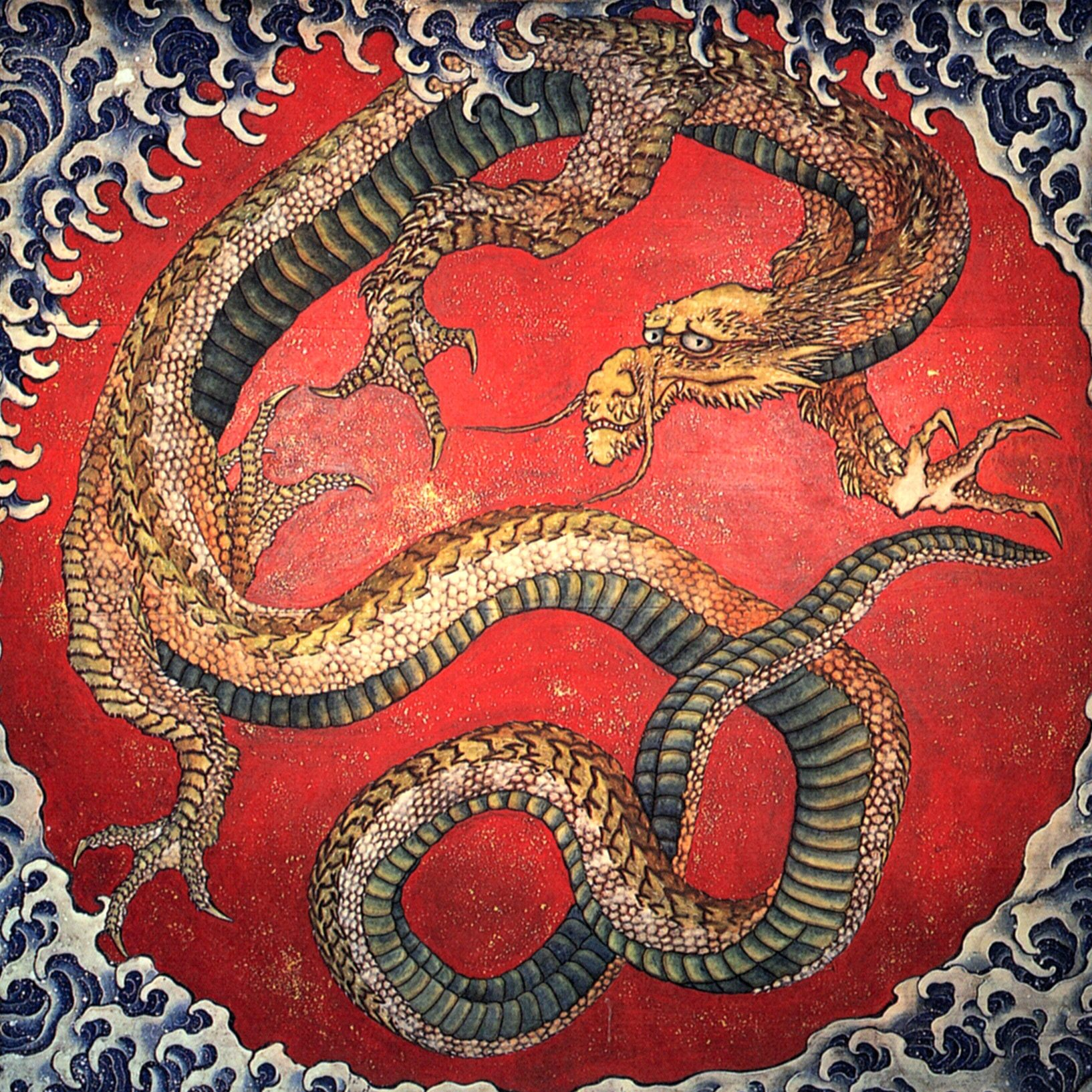
Восточный дракон на картине японского художника Хокусая. 1844 год

Археолог Чжу Чонг-Фа считает, что китайский термин, обозначающий дракона, lóng, или lùhng на кантонском диалекте, является звукоподражанием звука грома.
Китайский дракон — самое значительное существо в китайской мифологии. Его происхождение неясно, но изображения можно найти на керамике неолита, а также на ритуальных сосудах бронзового века. Ряд популярных китайских мифов посвящён выращиванию драконов. Письменный источник Цзо чжуань, который, вероятно, был написан в Период Сражающихся царств, описывает человека по имени Дунфу, потомка некого Яншуаня, который очень любил драконов и, поскольку он знал их хорошо, то смог приручать драконов и даже взращивать их потомство. Он служил императору Шуню, который дал ему фамилию Хуанлун, что означает «поднимающий драконов». В другой истории Концзя, четырнадцатый император династии Ся, заполучил двух драконов, самца и самку в награду за его послушание бога неба, но сам не смог их обучить, поэтому нанял дрессировщика драконов по имени Люлей, который стал с ними заниматься. Однако самка неожиданно умерла, Люлей решил в тайне приготовить её мясо и подать к королевскому столу. Император так полюбил его, что потребовал от Люлея снова подать ему ту же еду. Поскольку Люлей не мог добыть больше мяса дракона, ему пришлось бежать из дворца.

### В культуре Европы

Паоло Уччелло «Битва святого Георгия с драконом» (ок. 1456 года).

Дракон широко распространён в культуре Европы. Он упоминается в еврейской Библии в иудейских, а потом и в христианских религиозных текстах, в том числе в Новом Завете. В библейских текстах есть также ряд упоминаний драконоподобных существ (таких как Левиафан). Прямое использование название «дракон» (евр. תנין, греч. δράκων), встречается в Ветхом Завете (Втор.32:33, Неем.2:13, Пс.43:20 и 90:13, Иер.51:34) и 12 раз в откровении Иоанна Богослова (12:3,4,7,9,13,16,17; 13:2,3,11; 16:13; 20:2).
Значительно позже дракон стал распространённой в Европе геральдической фигурой. Творцы эпохи Возрождения также часто изображали драконов (преимущественно в античных сюжетах и в сюжете о святом Георгии-драконоборце).

## Значение в мифах

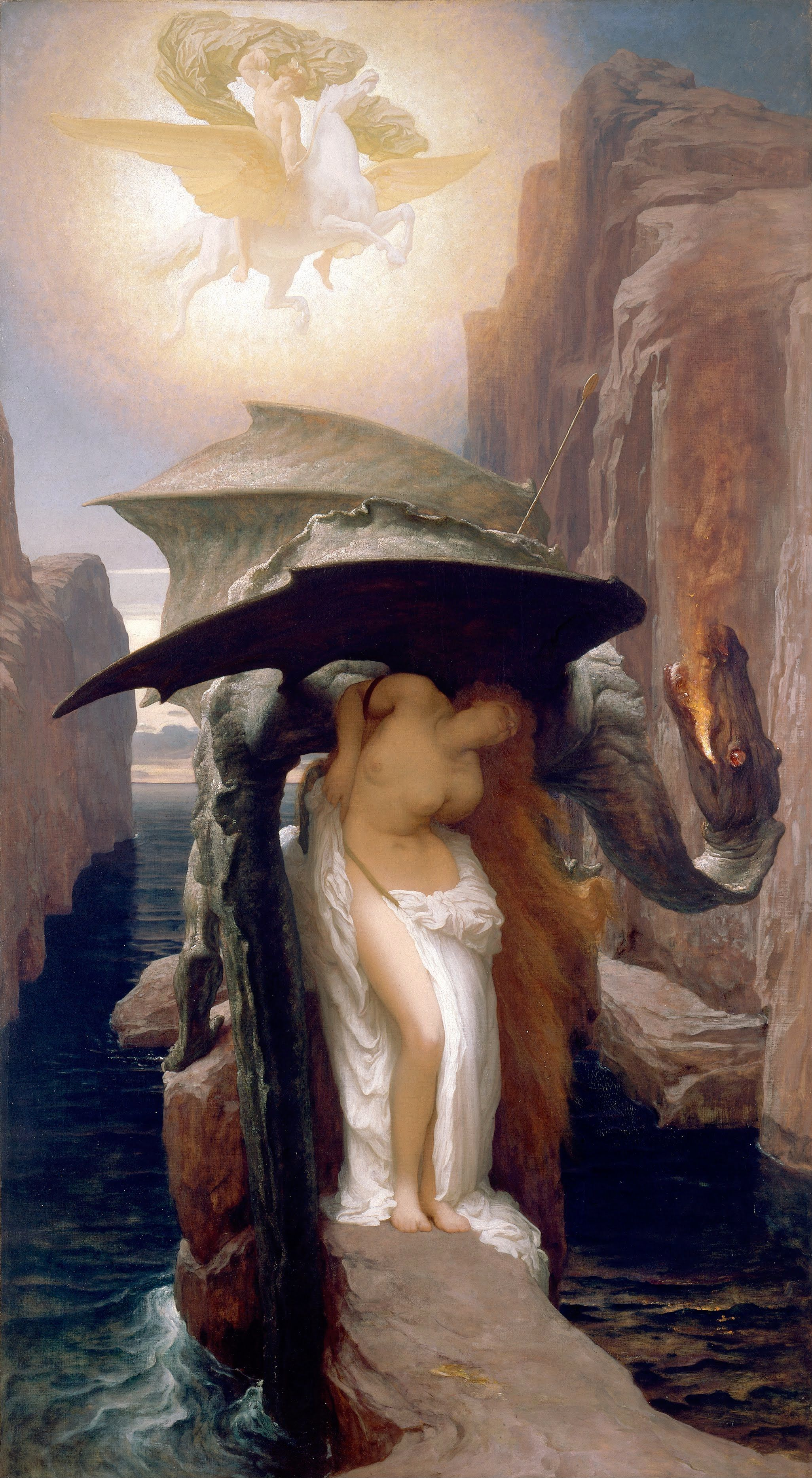
Фредерик Лейтон «Персей и Андромеда» (1891)

Мифологический дракон символизирует собой испытание, которое нужно пройти, чтобы получить сокровище. Он связан с бессмертием, которое можно получить посредством вторжения в тело чудовища (как извне, так и изнутри, например, путём проглатывания драконом). Сражение с драконом — это инициационная мистерия с символикой временной смерти и возрождения. Многие змееборческие сюжеты имеют в своей основе инициационную тематику с инверсией отношения инициант — змееобразный патрон инициации.

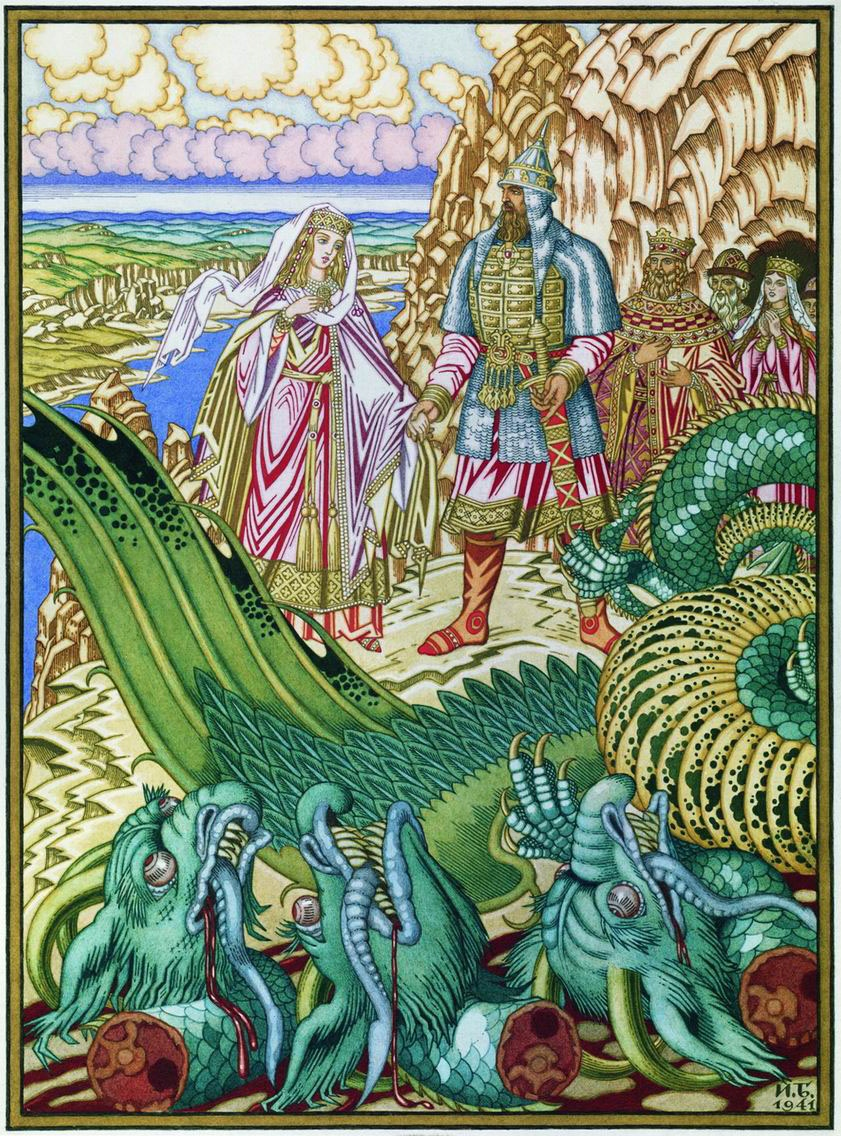
И. Я. Билибин «Добрыня и змей» (1941)

Также имеют значение темы сна (чудовища, героя или женщины) и крови (кровь дракона или вагинальная кровь женщины). Сон имеет различную природу: богатырский сон, необходимый для восстановления сил; аналог смерти; пассивность чудовища для одержания победы над ним; пассивное состояние, из которого спящего выводит что-то. Тема сна и пробуждения также выражена в змее Кундалини, однако здесь инвертированы отношения активный-пассивный, пробуждение-сон: вишап спит уже вытянутым, тогда как Кундалини пробуждается ото сна, чтобы вытянуться вверх; Царь-девица спит, доступная для соития героя с ней, тогда как шакти сама, пробудившись, устремляется к блаженному слиянию.
В мифе Арнем-Ленда о сёстрах Вавилак змей требует или крадёт непорочных дев (ищет себе невесту). Требование девственности невесты имеет прямое отношение к вагинальной крови и смерти: невеста должна быть «убита» как чужая и возродиться как своя, и знаком этого служит кровь после первой брачной ночи. Змей представляет собой фаллический символ, а обвивание вокруг девы несёт коитальный смысл. В то же время благодаря этой крови в драконоборческих сюжетах женский образ пересекается с образом самого дракона. Убийство змея означает «убийство» невесты героя. Невеста имеет змеиную сущность, черты вредителя, нередко в мифах победа над драконом заменяется соитием с девушкой (нередко также хтонической природы, например Царь-девицей, Сонькой-богатыркой) либо подразумевает его впоследствии.
Помимо фаллической символики вытянутого змея есть символика дерева, которая нередко вплетается в сюжет змееборчества, если он встроен в общий миф. Змей-дракон изображается обвившимся вокруг дерева, или находящимся у корней мирового древа, или в его ветвях, или несёт в себе его атрибуты (образ пернатого змея на дереве, в котором соединились птица и змей, отмечающие верх и низ мирового дерева).
Пол дракона в мифах имеет свои особенности. Как мужской он очевиден в мифах с темой запирания вод и забирания девушек. Как женский он очевиден в мифах о порождении драконом мира. Во многих мифах пол менее определён; дракон олицетворяет мужское начало, но имеет и черты женской природы (андрогин).
Дракон связывается с водой, водоёмом. Он как забирает («запирает») воду, так и приносит её избыток (наводнение, ливни).
Трансформация образа показывает, как меняется соотношение «человек-дракон» в примерах мистического перерождения: сначала человек внутри змея, потом он снаружи, и, наконец, змей помещается внутрь человека.
Мотив змееборства также составляет суть теории «основного мифа».

## В современной культуре

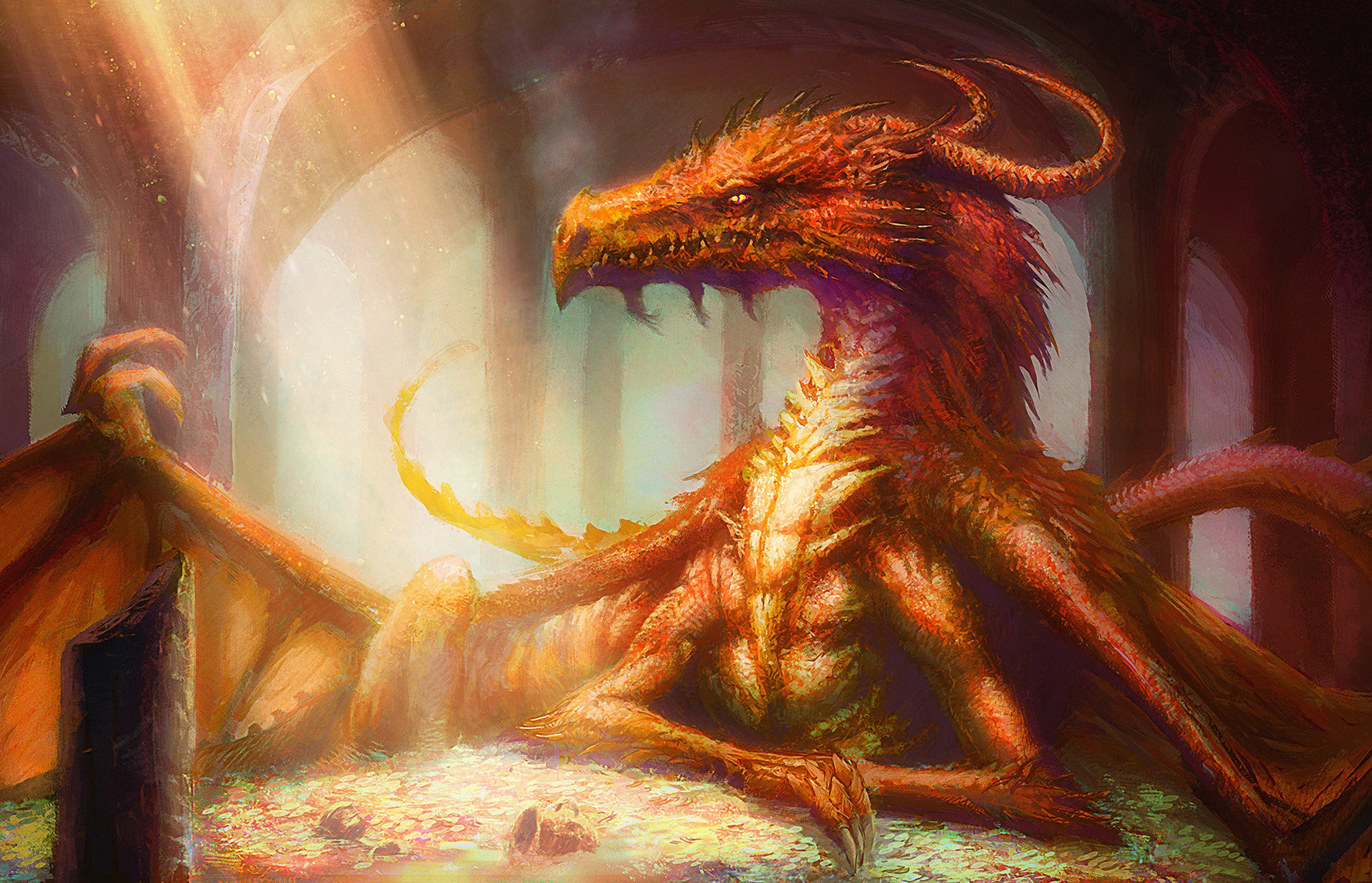
Современная иллюстрация дракона Смауга

Дракон в культуре долгое время оставался существом, враждебным человеку. Таким же он преимущественно оставался в современной культуре. В массовой культуре одним из наиболее популярных драконов выступает Смауг из повести Дж. Р. Р. Толкина «Хоббит или Туда и обратно».
В 60-х годах XX века талантливые авторы научной фантастики провели десакрализацию образа дракона. Прежний статус носителя Абсолютного Зла был заменён на статус друга человека или, иной раз, вовсе домашнего животного. Но в последнее десятилетие XX века и первое XXI процесс пошёл дальше — преодолев «ноль» значительности, образ дракона пошёл в положительную сторону. В 1996 году фильм «Сердце дракона» показал дракона нетипично очеловеченным и вызывающим симпатии у людей, в целом — как положительного персонажа. В произведениях Джорджа Локхарда и Павла Шумила драконы не только ничем не хуже человека, они — куда лучше по своим духовным, физическим качествам и развитию технологий.
В некоторых произведениях драконы представляются жителями иных планет («Драконья сага»).
Современных драконов изображают такие художники, как Тодд Локвуд, Майкл Уэлан, Ларри Элмор, Кит Паркинсон, Джеральд Бром, Фрэнк Фразетта, Джефф Изли, Владимир Бондарь, Джон Хау. Многие из них работали над иллюстрациями к настольной ролевой системе Dungeons & Dragons, которая оказала большое влияние на фантастику. Классификация драконов, очень разнообразных по цвету и способностям, принятая в D&D, широко используется в компьютерных играх и литературе фэнтези.
Дракон очень популярен как изображение на теле (татуировка), он является самым известным и часто используемым рисунком для техники ирэдзуми и символизирует власть, мудрость и силу. Принц Уэльский (король Георг V) имел на теле дракона, вытатуированного престижнейшим мастером Японии. Самая большая в мире татуировка — также дракон. Она была размещена на спинах 20 человек японцами в 1804 году.
Несмотря на изменение значения дракона со временем, христианство отрицательно относится к нему. Установленная в октябре 2010 года в Варне (Болгария) скульптура двух драконов (самки и самца), держащих золотое «яйцо познания», вызвала возмущение православных верующих. Они утверждают, что скульптурная композиция олицетворяет зло, а драконы — это дьявол и дьяволица.

### В индустрии развлечений

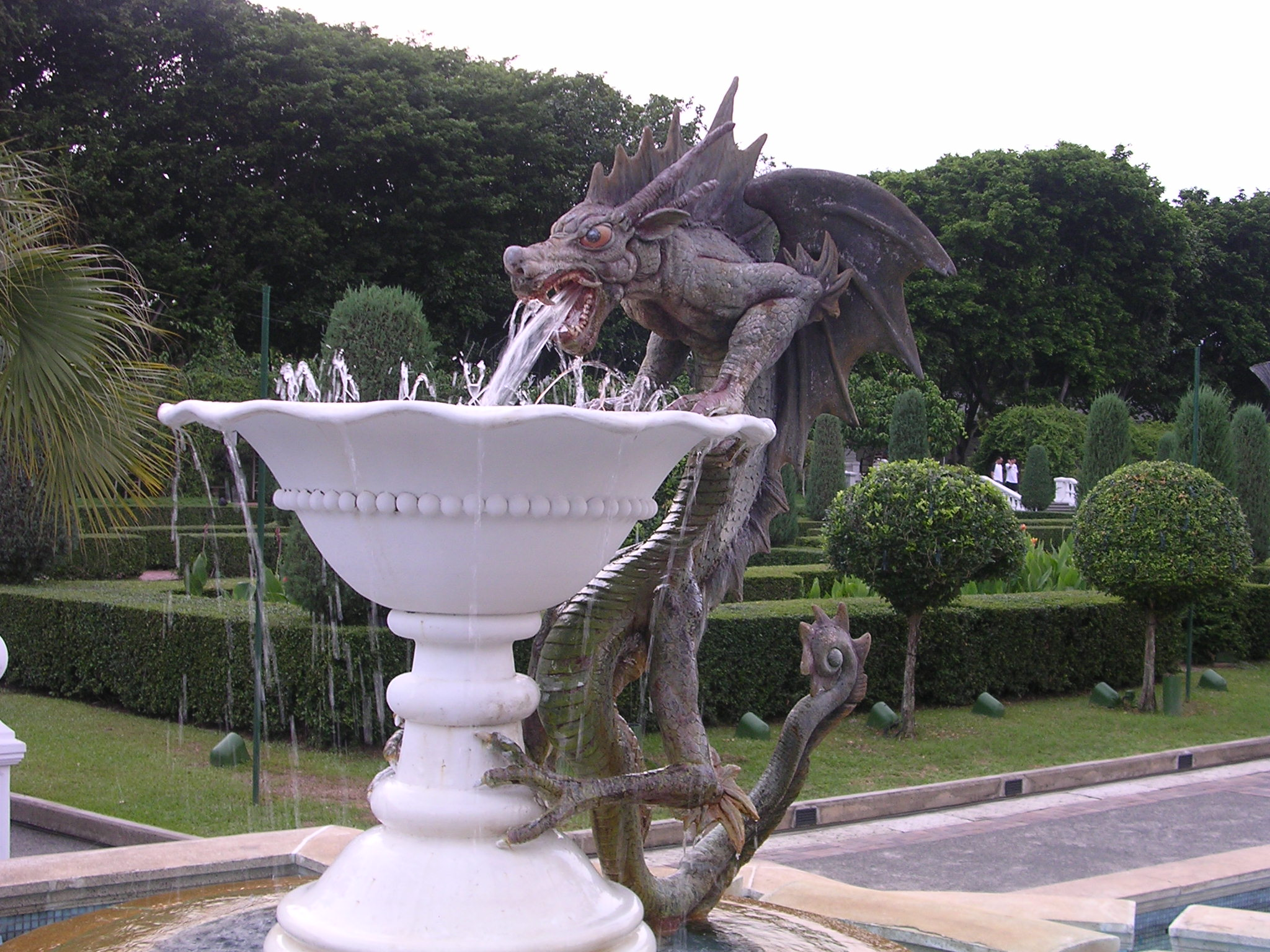
«Драконий фонтан», открывавший вход в Fountain Gardens (Сингапур)

Драконы часто украшают тематические парки. Например, «Драконий фонтан» открывал вход в сингапурский парк Fountain Gardens, построенный в 1989 году. В 2007 году парк вместе с драконьей скульптурой был снесён ради строительства Resorts World Sentosa. Воздух над парком Disney World украшает парамотор, изображающий огнедышащую виверну. Аналогичный персонаж из мира Гарри Поттера восседает на крыше здания в Diagon Alley в парке Universal Studios Florida.

### Представления о существе
По мнению иллюстратора Тодда Локвуда, драконы имеют много общего с кошками, что выражается в их строении и характере, а вот змей или ящериц напоминать не могут. Драконы должны иметь развитую мускулатуру, чтобы летать. Художник также считает их разумными созданиями
Похожим образом главный персонаж серии книг «Как приручить дракона» британской детской писательницы Крессиды Коуэлл изображён как дракон с разнообразными повадками кошки, то же касается экранизаций по книгам («Как приручить дракона» и пр.)
В настоящее время драконы иногда изображаются без передних лап, что делает их схожими с вивернами и порой вызывает путаницу. Подобные персонажи встречаются, к примеру, в популярной компьютерной игре Skyrim или телесериале «Игра престолов».